# Paris Connections
Pour plus de détails, voir Fiche technique et Distribution.
Paris Connections est un film britannique de 2010 réalisé par Harley Cokeliss dont le scénario a été écrit par Michael Tupy d'après un thriller de Jackie Collins.

## Synopsis
Pouvoir, Obsession, Meurtre, Vengeance... la journaliste d'investigation Madison Castelli est sur le point d'apprendre le sens de ces mots, et plus encore. Lorsqu'une magnifique jeune mannequin, qu'elle avait présentée dans son dernier article, est violemment assassinée à l'aube de la semaine de la mode à Paris, Madison y voit davantage que le "crime passionnel" décrit par la presse française.
Elle poursuit son enquête à Paris. Immergée dans l'univers luxueux de Coco De Ville, star de la télévision sur le point de se lancer dans le design de haute-couture, et de son soupirant, l'oligarque russe Aleksandr Borinski, Madison doit interroger plusieurs individus suspects pour obtenir son scoop. Jake Sica, séduisant et talentueux photographe, n'aide pas à la concentration de Madison, et Paris étant la ville la plus romantique au monde, qui pourrait la blâmer?
Mais quand les victimes commencent à se multiplier, Madison doit faire tout son possible pour démasquer le coupable et empêcher que quelqu'un d'autre ne soit blessé. Finalement la vérité éclate, et avec elle une révélation terrifiante...
Paris l'intemporelle en toile de fond, Paris Connections est une intrigue au suspense exaltant, entrelaçant avec esprit meurtre et pouvoir, élégance et opulence.

## Fiche technique
- Titre : Paris Connections
- Réalisation : Harley Cokeliss
- Scénario : Michael Tupy, d'après un thriller de Jackie Collins
- Costumes : Chloe Bartonio
- Décors :
- Musique : Corjan de Raaf
- Société de production : Amber Entertainment - Alienor Productions
- Pays d’origine : Royaume-Uni
- Langue : anglais
- Date de sortie : 2010

## Distribution
- Nicole Steinwedell : Madison Castelli
- Charles Dance : Aleksandr Borinski
- Anthony Delon : Jake Sica
- Hudson Leick : Coco De Ville
- Trudie Styler : Olivia Hayes
- Anouk Aimée : Agnès St. Clair
- Chloé Dumas : Candi
- Caroline Chikezie : Natalie
- Fabien De Chalvron : Sergei
- Nathan Willcocks : William Brown